# The Errol Flynn Theatre
The Errol Flynn Theatre è una serie televisiva britannica in 26 episodi trasmessi per la prima volta nel corso di una sola stagione dal 1956 al 1957.
È una serie di tipo antologico in cui ogni episodio rappresenta una storia a sé. Gli episodi sono storie perlopiù di genere drammatico e vengono presentati da Errol Flynn (che appare anche in 6 episodi). Nel cast sono accreditati anche la moglie di Flynn, Patrice Wymore, e il figlio, Sean Flynn. Un episodio pilota (Evil Thoughts con Christopher Lee e Arthur Lowe) era stato girato nel 1952 e nei progetti doveva essere il pilot di una serie da distribuirsi negli Stati Uniti.

## Interpreti
La serie vede la partecipazione di numerosi attori, molte delle quali interpretarono diversi ruoli in più di un episodio.
- Patrice Wymore (5 episodi, 1956-1957)
- Christopher Lee (4 episodi, 1956-1957)
- Valerie Ward (3 episodi, 1956)
- Mai Zetterling (2 episodi, 1956-1957)
- Glynis Johns (2 episodi, 1956)
- June Havoc (2 episodi, 1957)
- Phyllis Kirk
- Peter Reynolds (2 episodi, 1956)
- Rossana Rory (2 episodi, 1957)
- Philip Friend (2 episodi, 1956)
- Herbert Lom (2 episodi, 1956)
- Ivan Craig
- Frank Leighton (2 episodi, 1956)
- Cecil Brock (2 episodi, 1956)
- Edna Morris (2 episodi, 1956-1957)
- Sheldon Lawrence (2 episodi, 1956)
- Peter Swanwick (2 episodi, 1956)
- John Drake (2 episodi, 1956-1957)
- Ian Fleming (2 episodi, 1956)
- Sean Flynn (2 episodi, 1957)

## Produzione
La serie fu prodotta da Motley Films e Official Films e girata nei Bray Studios a Oakley Green in Inghilterra.

### Registi
Tra i registi sono accreditati:
- Lawrence Huntington in 13 episodi (1956-1957)
- John Lemont in 6 episodi (1956-1957)
- Peter Maxwell in 3 episodi (1957)
- Don Chaffey in 2 episodi (1957)
- Joseph Sterling in 2 episodi (1957)

### Sceneggiatori
Tra gli sceneggiatori sono accreditati:
- Paul Tabori in 6 episodi (1956-1957)
- Sy Salkowitz in 5 episodi (1957)
- Jack Andrews in 2 episodi (1956-1957)
- Ken Taylor in 2 episodi (1956)
- Brock Williams in 2 episodi (1957)

## Distribuzione
La serie fu trasmessa nel Regno Unito nel 1956.
Alcune delle uscite internazionali sono state:
- in Venezuela (El teatro de Errol Flynn)
- in Germania Ovest (Zu Gast bei Errol Flynn)
- negli Stati Uniti

## Episodi
| Stagione       | Episodi | Prima TV Regno Unito |
| -------------- | ------- | -------------------- |
| Prima stagione | 26      | 1956-1957            |